# لنز آیینه‌ای

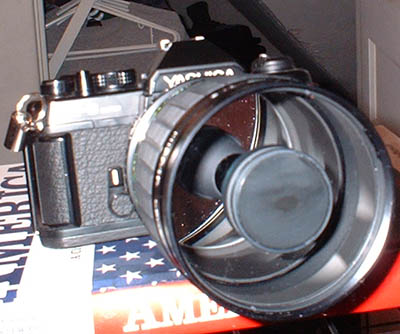
یک لنز آیینه‌ای ۵۰۰ میلیمتری بر روی دوربین یاشیکا.

لنزهای آیینه‌ای، یک سیستم نوری انکساری، انعکاس مرکب هستند که معمولاً از ترکیب، لنز و آیینه‌های منحنی تشکیل شده‌اند.

## مزایا
در عکاسی انواع مختلفی از سیستم‌های آیینه‌ای به‌عنوان لنز دوربین مورد وجود دارد که به لنزهای بازتابی، یا لنزهای آیینه‌ای مشهورند. استفاده از این لنزها باعث سبکی و کاهش قابل ملاحظه طول لنزهای تله می‌شود.

## سایر موارد
در انواعی از تلسکوپها نیز از لنزهای آیینه‌های استفاده می‌شود، که دارای مزایای فوق هستند.

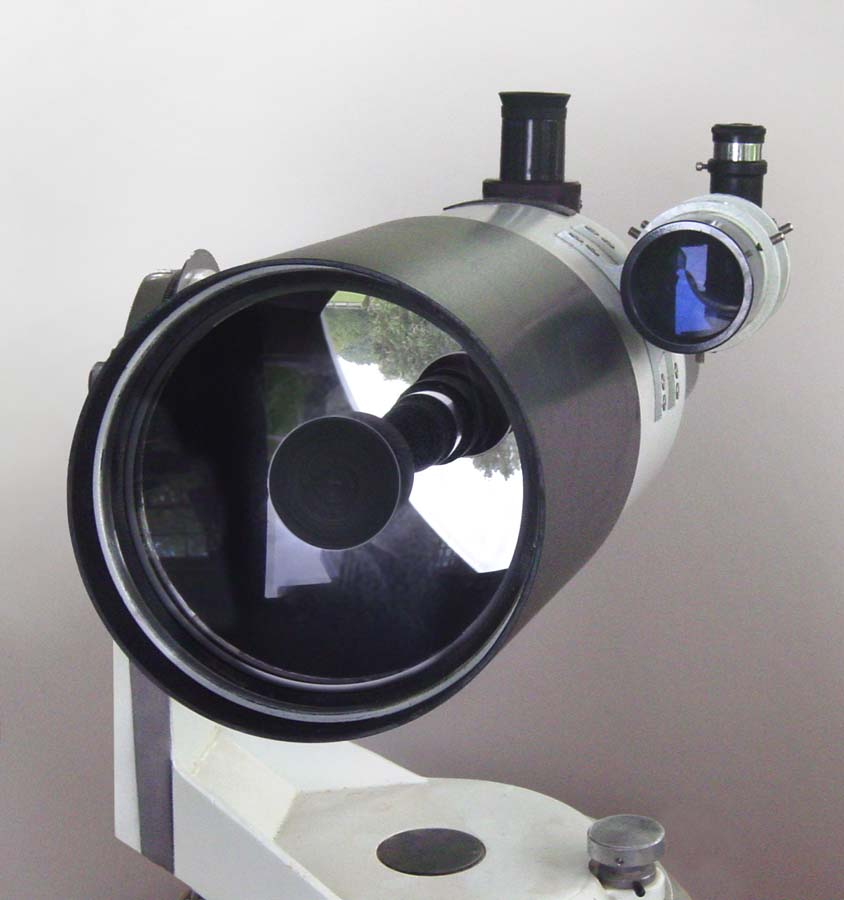
یک تلسکوپ آیینه‌ای ماکسوتوو